# Vinnenberger Wallfahrt

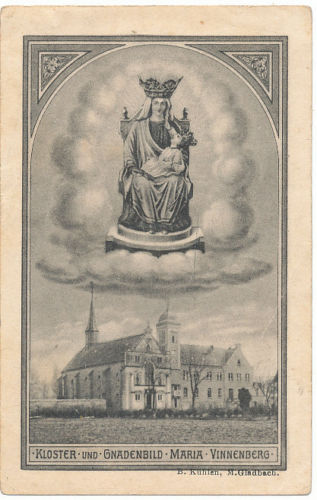
Lithographie von der Muttergottes vom Himmelreich, aus den 20er Jahren

Die Vinnenberger Wallfahrt ist eine der ältesten Marienwallfahrten im Bistum Münster zum Vinnenberger Gnadenbild. Sie wurde von der Äbtissin Anna Maria Plönies am Ende des Dreißigjährigen Krieges gestiftet und findet an Mariä Geburt (8. September) statt.

## Geschichte
Durch den Dreißigjährigen Krieg geriet das Kloster Vinnenberg in schwere finanzielle Bedrängnis. Auf Anfrage der Äbtissin Anna Maria Plönies, ob es dem Kloster gestattet sei, eine Prozession an Mariä Geburt (8. September) abzuhalten, ließ Fürstbischof Christoph Bernhard von Galen am 26. August 1654 durch seinen Generalvikar der Äbtissin folgendes kundtun:

„Nachdem der Hochwürdige Fürst und Herr, Herr Christoff Bernhard, erwählter und bestätigter Bischof zu Münster, auf untertänigsten Anhalten der Frau Abbattissin zu Vinnenbergh gnädigst erlaubt, daß daselbst am hl. Geburtstage der allerselbiben Jungfrau Maria eine Prozession mit Umtragung hochwürdigsten heiligen Sacraments, wie auch des Bildnisses der hochgelobten Mutter Gottes solle und möge angestellt werden. Also werden hiermit Domini Pastores und Concionatores ersucht, zur Beförderung solcher Andacht ihr Volk und Zuhörer bestimmter Zeit und Ort zum Fleißigstem zu ermahnen und einzuladen alsdas zur größeren Ehre Gottes und seiner hochgeehrten Mutter.
In fidem praesentum sedulam manu mea suscriptam sigillo proprio feci communiri.“

Diese abgehaltene Prozession zog von der Kirche in einer Kapelle im Klostergarten und von da aus zu weiteren Segensaltären auf Bauernhöfen in der Nachbarschaft. Die regelmäßige Wallfahrt wurde erst für einige Jahrzehnte unterbrochen, als das Kloster 1810 aufgelöst und das Gnadenbild ins benachbarte Füchtorf gebracht wurde. 1827 schenkte Friedrich Wilhelm III. der Gemeinde Milte das Kloster Vinnenberg. Sofort begann die Gemeinde Milte das Kloster zu renovieren und bemühte sich energisch um die Rückgabe des Gnadenbildes von Füchtorf. Als endlich 1831 das Gnadenbild zurückkehren konnte belebte sich die Wallfahrt zunächst zaghaft. Als am Ende des Kulturkampfes 1898 Benediktinerinnen vom Heiligsten Sakrament das Kloster Vinnenberg bezogen, fördere dies Wallfahrt enorm. In der Zeit des Laizismus des Dritten Reiches war es dem Bischof Clemens August Graf von Galen zu verdanken, dass die Wallfahrt nach Vinnenberg, wie auch die Telgter Wallfahrt nicht unterging. Aus diesem Grund nahm er auch das Gnadenbild 1941 bei sich auf.
 Die traditionelle Wallfahrt zum Gnadenbild nach Vinnenberg ist zu Patrozinium am Fest Mariä Geburt, am 8. September. Aber auch durch das Jahr kommen vereinzelte Gruppen nach Vinnenberg. Beliebt ist die Wallfahrt per Fahrrad, oder per Rollschuhe. Aber auch die umliegenden Pfarrgemeinden pilgern regelmäßig nach Vinnenberg; so unternimmt die Pfarrgemeinde Füchtorf einmal im Jahr eine Wallfahrt zum sechs Kilometer entfernten Gnadenbild nach Vinnenberg. Auch nach der Aufgabe des Klosters durch die Benediktinerinnen im Jahr 2005 stellt die „Pflege der Wallfahrt und des Pilgerns“ im Bereich der religiösen Kultur eine von vier Säulen des Klosters als Bildungs- und Exerzitienhaus dar.

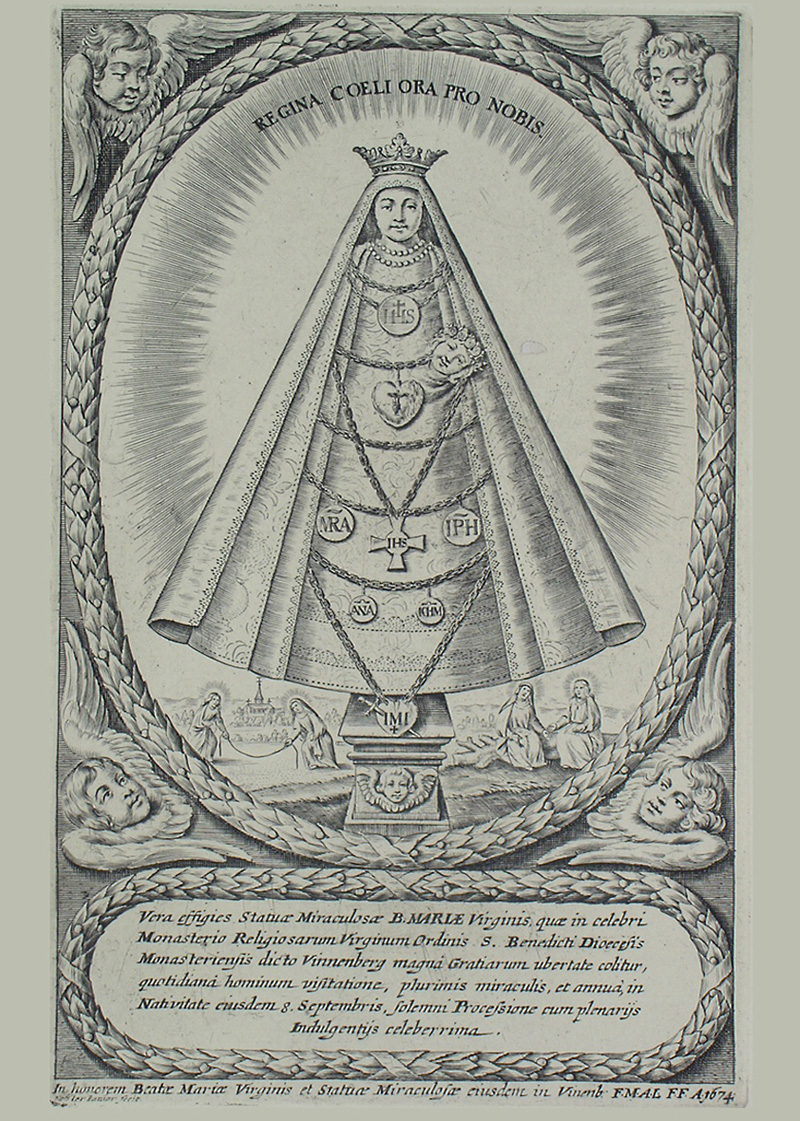
Vinnenberger Gnadenbild mit Votivbekleidung vor 1674
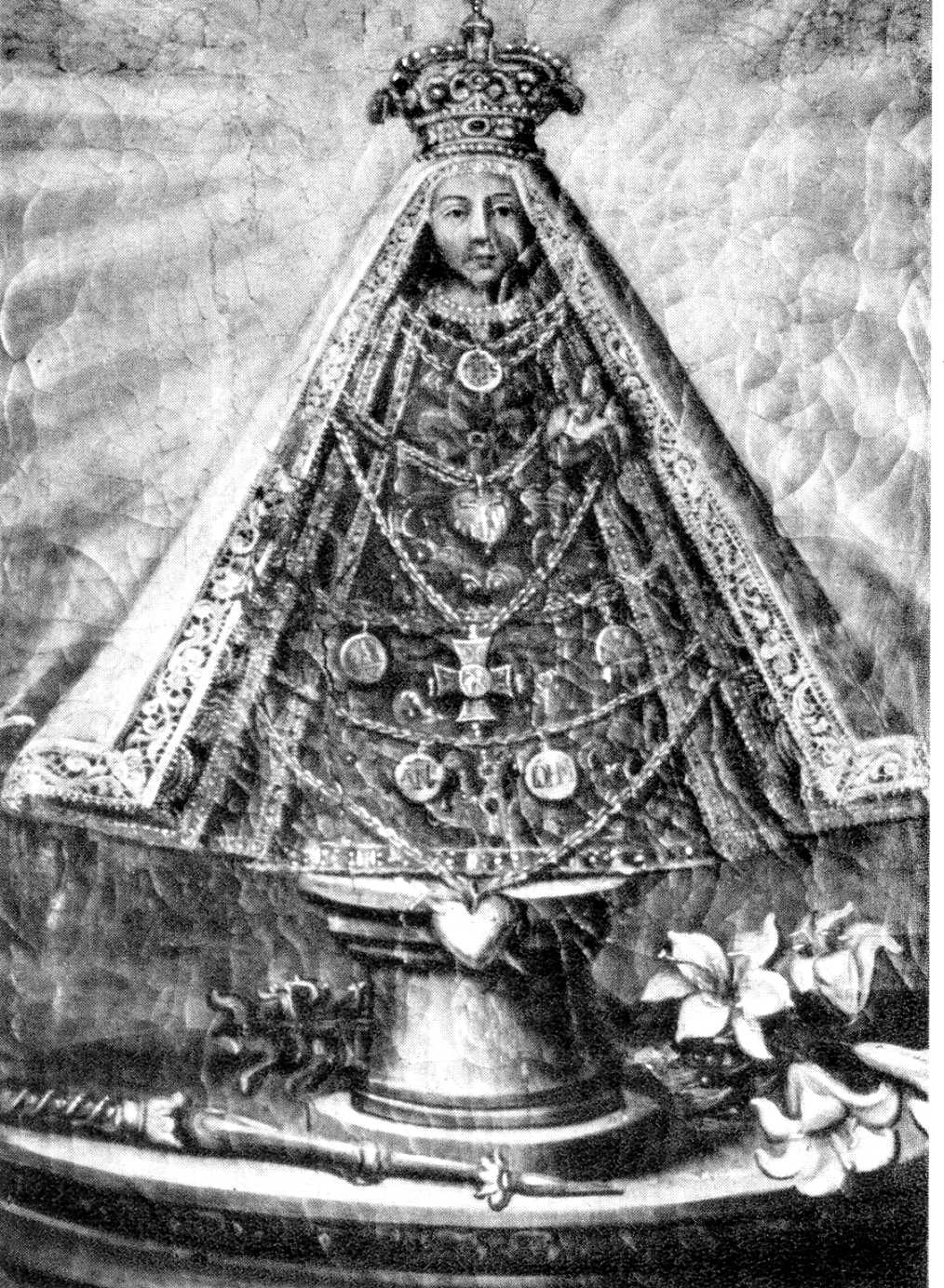
Vinnenberger Gnadenbild mit Votivbekleidung vor 1879
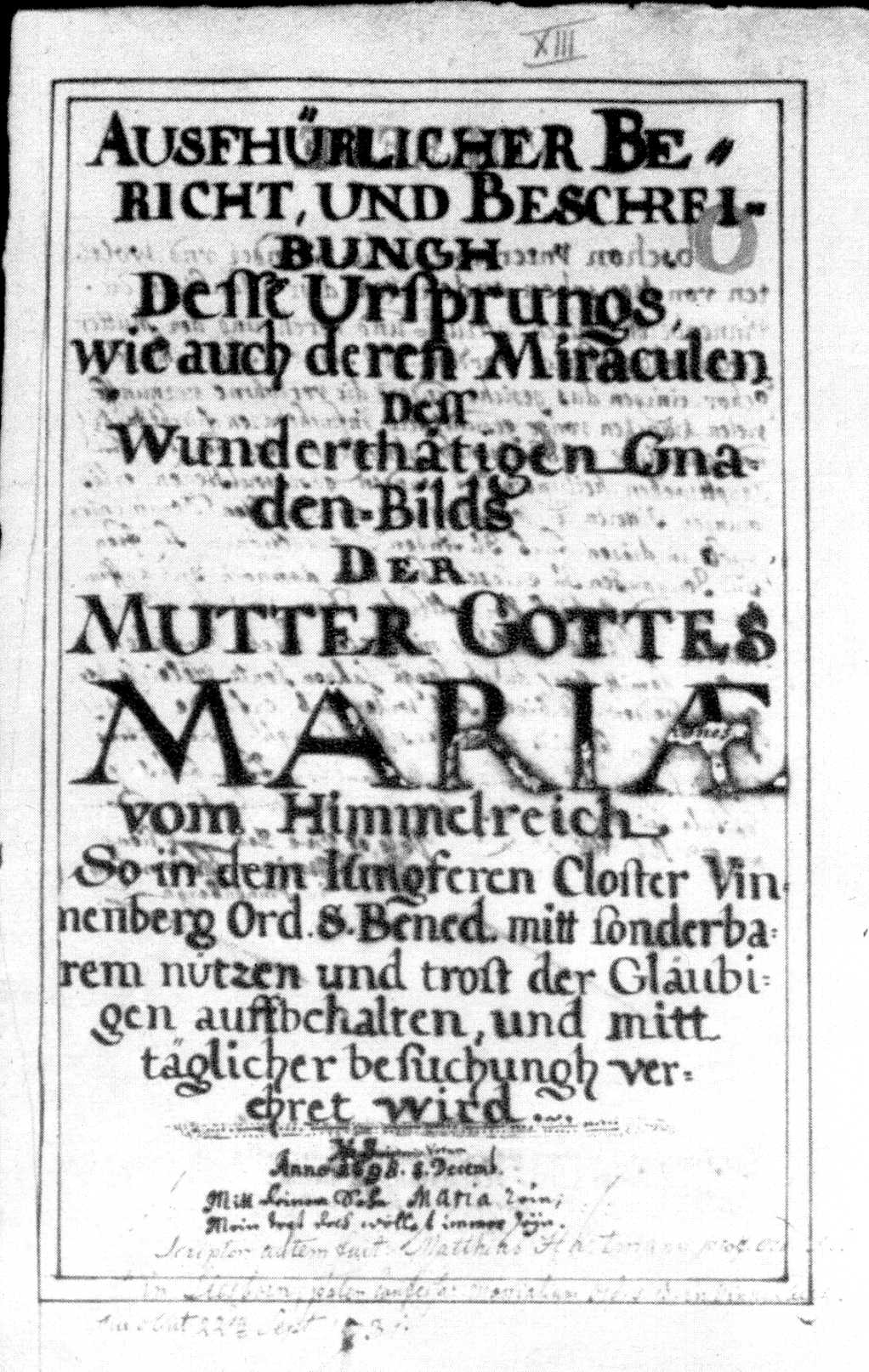
Berichte von Wundern
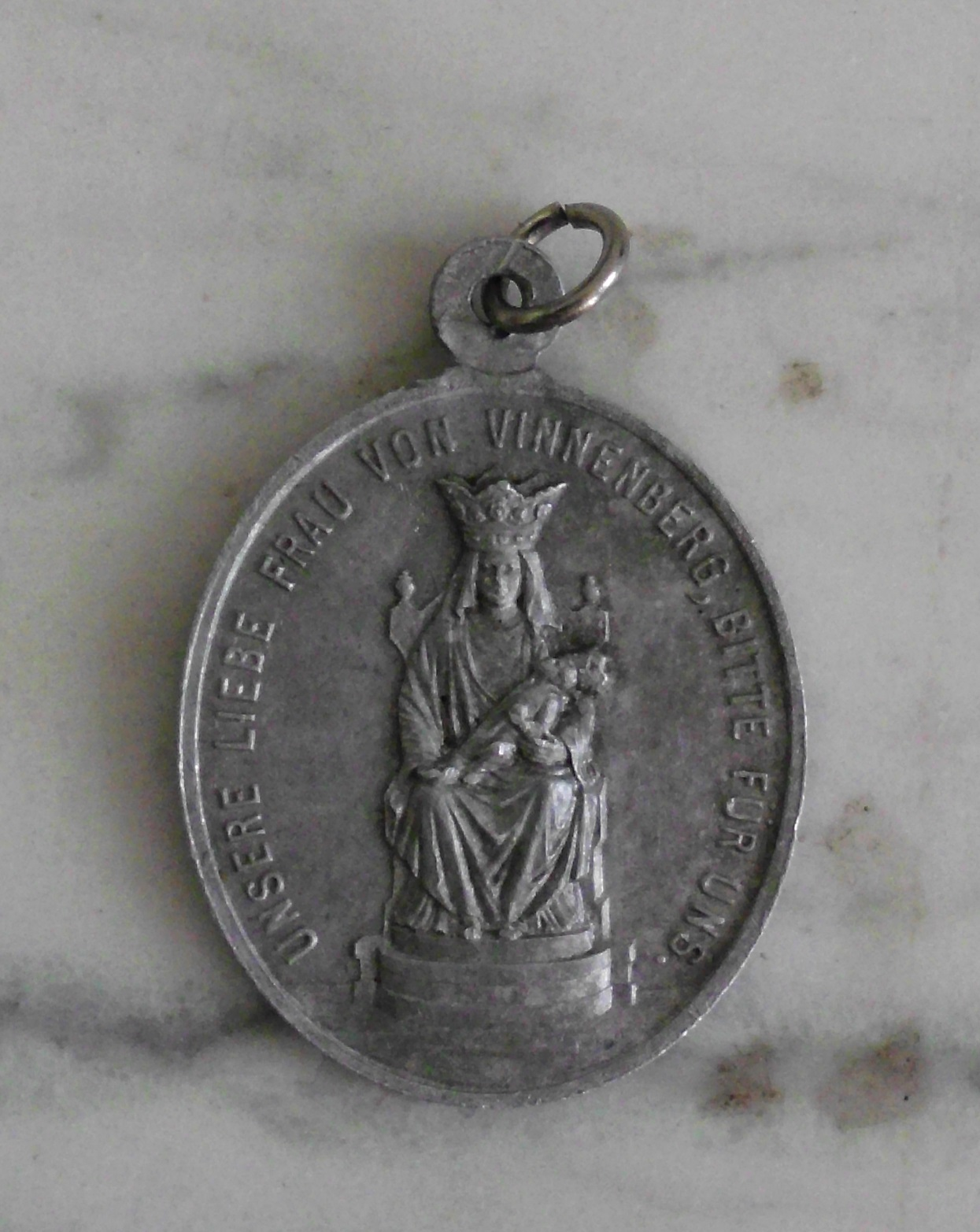
Wallfahrtszeichen 20er Jahre: Unsere liebe Frau von Vinnenberg, bitte für uns.
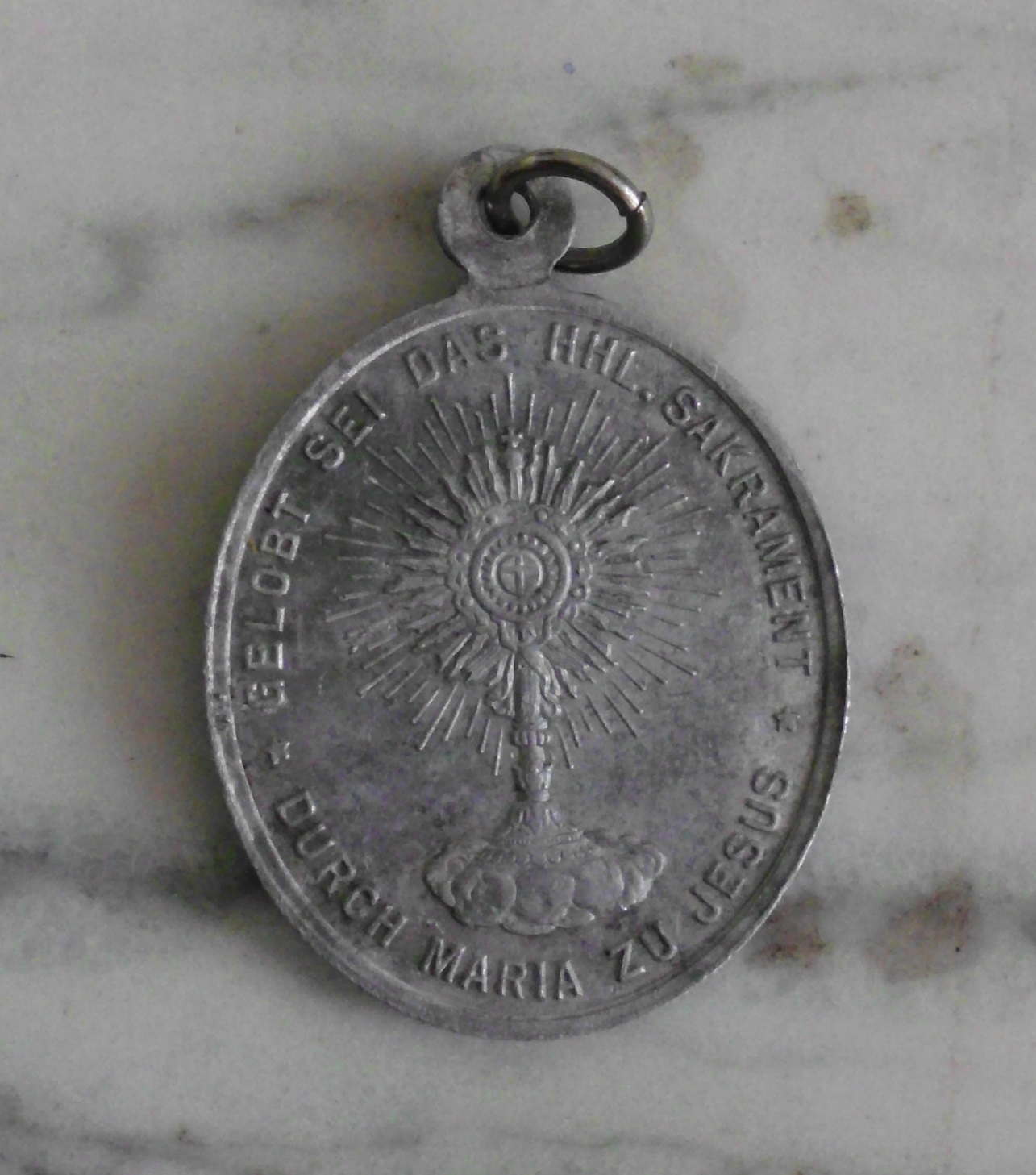
Gelobt sei das heilige Sakrament; durch Maria zu Jesus

## Zugeschriebene Gebete

### Königin des Himmels
Siehe, o Königin des Himmels und der Erde,

meine Herrscherin und auserwählte liebe Mutter,

zu Deinen Füssen falle ich nieder und bitte demütig

um Deinen mütterlichen Segen.

Lass mich von Dir, Du von Gott Gesegnete und

unter allen Frauen Gebenedeite, an Leib und Seele

gesegnet werden.

Schenke mir die Gnade, Jesus Christus,

Deinem Sohne hier auf Erden zu dienen,

dass ich mit Dir einst bei Ihm zur ewigen Seligkeit

aufgenommen werde. Amen.

Mit Deinem Sohn, Maria rein,

mein Schutz doch wollest immer sein!

### Trost der Menschen
Mit Deinem Sohn, Maria rein

Mein Trost doch wollest immer sein.

### Pilgergebet
Lebe wohl, du Gnadenort,

Nach der Heimat treibt’s mich fort,

Doch dein Bild vergess’ ich nicht,

Bis der Tod mein Auge bricht.